# プリ・ジュネス
プリ・ジュネス（Prix Jeunesse）は、世界の優れた子供・青少年向けテレビ番組に与えられる賞。また、その選考を行うためにドイツのミュンヘンで2年に1度開催される、国際的な映像祭（コンクール）の通称である。
主催のプリ・ジュネス財団 (Stiftung Prix Jeunesse / The PRIX JEUNESSE Foundation) は、バイエルン放送、ミュンヘン市、第2ドイツテレビ (ZDF) などが出資する財団で、欧州放送連合 (EBU) や国際連合教育科学文化機関 (UNESCO) などの支援を受け、1964年から開催されている。映像祭の正式名称は"PRIX JEUNESSE INTERNATIONAL XXXX"（XXXに開催年が入る）。訳には「ミュンヘン国際青少年番組賞」もある。

## 歴史
1962年〜1963年頃、バイエルン放送のテレビ制作部門の責任者であった Helmut Oeller は、子供・青少年向けテレビ番組の国際コンペティションを発展させることを考えた。欧州放送連合 (EBU)、国際連合教育科学文化機関 (UNESCO)、国際連合児童基金 (UNICEF)、ミュンヘン市、バイエルン自由州と交渉し、これらの組織がプロジェクトを支援することが確実となった。1963年10月8日から11日まで、準備セミナーがミュンヘンで開催され、16か国から80人が参加した。次の月に理事会（Präsidium. メンバーには、テオドール・マウンツ、ハンス＝ヨッヘン・フォーゲル、Christian Wallenreiter、Dieter Sattler、ヘルムート・ベッカーを含む）が、第1回プリ・ジュネスの準備委員会を設立し、映像祭やコンペティションの目的や構成を具体化していった。1964年6月5日から12日まで、最初のプリ・ジュネスが開催され、24か国の32の放送機関から64作品が応募された。

## 映像祭で授与される賞
コンクールでは、番組制作者（プロデューサー）たちが集まり、互いの作品を試写・討論し、投票によって部門別に受賞作品を選出する方式をとっており、これが大きな特徴とされる。
プリ・ジュネス2018では、次の各賞・各部門が置かれている。

### プリ・ジュネス（本賞）
以下8部門があり、各部門最優秀賞が「プリ・ジュネス」と呼ばれる。プリ・ジュネスは「子供番組のオスカー」と称されるという。
- 6歳以下フィクション部門 (Up to 6 Fiction)
- 6歳以下ノンフィクション部門 (Up to 6 Non-Fiction)
- 7～10歳フィクション部門 (7-10 Fiction)
- 7～10歳ノンフィクション部門 (7-10 Non-Fiction)
- 11～15歳フィクション部門 (11-15 Fiction)
- 11～15歳ノンフィクション部門 (11-15 Non-Fiction)

### 特別賞
以下の特別賞 (Special Prizes) が設けられている。
- ユネスコ特別賞 (In the name of UNESCO)
- ユニセフ特別賞 (In the name of UNICEF)
- ジェンダー公正賞 (Gender Equity Prize)

### 子ども審査員賞
また、以下各部門の「子ども審査員賞」 (Prize of the Children's Jury)、
- 7～10歳フィクション部門 (7-10 Fiction)
- 7～10歳ノンフィクション部門 (7-10 Non-Fiction)

以下各部門の「国際子ども審査員賞」 (Prize of the International Youth Jury) がある。
- 11～15歳フィクション部門 (11-15 Fiction)
- 11～15歳ノンフィクション部門 (11-15 Non-Fiction)

### その他の賞
- 短編賞 (Shorts Prize)
- テーマ賞 (Shorts Prize)
- Interactivity Prize
- SPECIAL ACHIEVEMENT PRIZE
- PRIX JEUNESSE INTERNATIONAL Heart Prize

が設けられている。

## 主要な受賞番組
1964年
- 「仲間が欲しい」（NHK） - 青少年番組部門 最優秀賞[1]

1970年
- セサミストリート - 7歳までの番組部門

1990年
- ピングー「ピンガの迷子」 - アニメーション部門

2004年
番組部門（7部門）.ウェブ部門（2部門）の計9部門。番組部門には、65の国・地域の118放送局から280作品が応募した
- ピタゴラスイッチ 25話「みかたをかえてみる」（NHK） - 6歳以下ノンフィクション部門 最優秀賞[3][1]

2018年
- ピタゴラスイッチ「ビーだま・ビーすけの大冒険スペシャル！ ～黒玉軍に気をつけろ～」NHK - 6歳以下フィクション部門 最優秀賞[4][7]